# Крістіна Баден-Дурласька
Крістіна Баден-Дурласька (нім. Christine von Baden-Durlach), (нар. 22 квітня 1645 — пом. 21 грудня 1705) — німецька шляхтянка XVII—XVIII століття з династії Церінгенів, донька маркграфа Баден-Дурласького Фрідріха VI та Крістіни Магдалени Пфальц-Цвайбрюкен-Клеєбурзької, дружина маркграфа Бранденбург-Ансбаського Альбрехта II, а після його смерті — герцога Саксен-Гота-Альтенбурзького Фрідріха I.

## Біографія
Народилась 22 квітня 1645 року у Вольгасті другою дитиною та старшою донькою в родині Фрідріха Баден-Дурласького та його першої дружини Крістіни Магдалени Пфальц-Цвайбрюкен-Клеєбурзької. Старший брат помер немовлям до її народження. Згодом сімейство поповнилося шістьома молодшими дітьми, з яких дорослого віку досягли сини Фрідріх і Карл Густав та доньки Катерина Барбара і Йоганна Єлизавета. Їхній дід з батьківського боку, Фрідріх V, в цей час правив Баден-Дурлахом.

Портрет Крістіни в дитячому віці, невідомий художник, 1651, замок Гріпсгольм

У 1654 році дядько Крістіни, Карл X Густав, посів шведський престол, і матір, як і інші його сестри, стала принцесою Швеції. Батько у вересні 1659 року успадкував трон Баден-Дурлаху. Резиденцією родини був замок Карлсбург у Дурлаху.
Крістіна втратила матір у віці 17 років. Батько невдовзі узяв морганатичний шлюб, від якого принцеса мала двох єдинокровних братів, що народилися вже після її одруження.
У віці 20 років вступила в шлюб із 44-річним удовим маркграфом Бранденбург-Ансбаху Альбрехтом II. Весілля відбулося 6 серпня 1665 у Дурлаху. Для нареченого це був третій шлюб. Від другого шлюбу він мав п'ятьох малолітніх дітей і дорослу доньку — від першого. Спільних дітей у подружжя не було. Альбрехт II успішно відновлював країну після Тридцятилітньої війни, проводив вдалу політику, дещо розширив території маркграфства. Втім, із Крістіною він прожив лише два роки і пішов з життя у 1667-му.
Батько Крістіни помер у січні 1677 року. Баден-Дурлаське маркграфство перейшло до її брата Фрідріха.
У віці 36 років вона стала дружиною 35-річного герцога Саксен-Гота-Альтенбурзького Фрідріха I. Вінчання пройшло 2 серпня 1681 у Ансбаху. Для нареченого це був другий шлюб. Його перша дружина померла за 7 місяців до цього, залишивши шістьох малолітніх дітей. Спільних нащадків у пари не народилося. Фрідріх поділив землі з братами лише за рік до весілля з Крістіною. Жили вони у замку Фрідріхсверт, хоча офіційно нова будівля була відкрита лише кілька років потому. Втім, основною резиденцією продовжував вважатися замок Фрідріхштайн.
Фрідріх полюбляв зовнішню пишність, особливо французьку моду, носив перуку і витрачав багато коштів на алхімічні досліди. Хоча характеризували як марнотратного правителя, який більше дбав про створення постійної армії та ведення вишуканого способу життя, він продовжував ведення курсу реформ свого батька та розвивав законодавство країни. Його не стало у серпні 1691 року. Наступним герцогом Саксен-Гота-Альтенбургу став неповнолітній пасинок Крістіни — Фрідріх II. Регентом при ньому до грудня 1693 року виступали герцоги Бернхард I Саксен-Майнінгенський і Генріх Саксен-Ремхільдський.
Крістіна пішла з життя за часів його правління 21 грудня 1705 року в Альтенбурзі. Була похована у князівській крипті місцевої замкової кірхи.